# Sepiella inermis
Sepiella inermis е вид главоного от семейство Sepiidae.

## Разпространение и местообитание
Видът е разпространен в Бангладеш, Бахрейн, Бруней, Виетнам, Джибути, Египет (Синайски полуостров), Еритрея, Йемен (Северен Йемен, Сокотра и Южен Йемен), Индия (Андамански острови, Гоа, Гуджарат, Дадра и Нагар Хавели, Даман и Диу, Западна Бенгалия, Карнатака, Керала, Махаращра, Никобарски острови, Ориса и Тамил Наду), Индонезия (Калимантан, Суматра и Ява), Ирак, Иран, Камбоджа, Катар, Кения, Китай (Хайнан), Кувейт, Малайзия (Западна Малайзия, Сабах и Саравак), Мианмар, Мозамбик, Обединени арабски емирства, Оман, Пакистан, Саудитска Арабия, Сингапур, Сомалия, Судан, Танзания, Филипини и Шри Ланка.
Обитава крайбрежията на морета и заливи. Среща се на дълбочина от 30 до 160 m.